# Atlantisch orkaanseizoen 1850
Het Atlantisch orkaanseizoen 1850 is het meest recente seizoen dat geen deel uitmaakt van de officiële database van Atlantische orkanen. Alhoewel de meteorologische gegevens uit deze tijd niet compleet zijn, geven ze wel aan dat er drie significante tropische cyclonen waren die van invloed waren en schade veroorzaakten aan land.
Het eerste systeem raakte North Carolina op 18 juli, het tweede systeem was een krachtige orkaan die Havana op Cuba trof, en het derde systeem veroorzaakte vanaf 7 september schade aan de Atlantische kust.